# Warlock (film)
Warlock è un film del 1989, diretto da Steve Miner.
Per l'home video il film è stato distribuito col titolo Warlock - Il signore delle tenebre.

## Trama
Boston, Massachusetts, 1691. Il malvagio stregone Warlock viene catturato dal cacciatore di streghe Giles Redferne. Condannato a morte, viene salvato da Satana che lo invia nella Los Angeles del XX secolo. Redferne riesce però ad inseguirlo.
Compito di Warlock è quello di rimettere insieme le pagine del Grande Grimorio, un libro satanico che rivelerà il "vero" nome di Dio. Se quel nome viene pronunciato al contrario da uno stregone è possibile infatti annullare l’intero Creato. Giunto nella Los Angeles di fine anni '80, Warlock è ospitato da Kassandra e dal suo compagno di stanza Chas.
Dopo aver ucciso Chas, il Warlock uccide anche una donna dotata di poteri psichici, i cui occhi sono controllati da Satana e saranno usati per guidare Warlock al libro antico. Redferne arriva poco dopo la morte della donna e cerca di rintracciare il Warlock usando il suo sangue su una speciale bussola usata dall'uomo per cacciare le streghe. Kassandra, non credendo alle sue affermazioni, chiama la polizia e Redferne viene arrestato. Quando Kassandra vede l'ago della bussola muoversi capisce che Redferne diceva la verità. Warlock ha nel frattempo recuperato la prima parte del Grimorio e punisce Kassandra lanciandole una maledizione di rapido invecchiamento.
La mattina seguente, Kassandra si scopre invecchiata di 20 anni. La donna poi aiuta Redferne ad uscire di prigione in cambio del suo aiuto. Redferne le rivela che se non riotterrà da Warlock il suo braccialetto entro tre giorni, essa morirà di vecchiaia. Decidono quindi di unire le forze per dare la caccia al Warlock. Il Warlock poi incontra un ragazzino che gioca a calcio in un parcheggio per roulotte e si intrattiene a parlare con lui. Quando giungeranno nello stesso luogo, Redferne e Kassandra scopriranno che un ragazzino è stato ucciso. Redferne si rende conto che il ragazzo è stato ucciso per il suo grasso (il grasso di un ragazzo non battezzato può infatti essere usato per creare una pozione per volare). Poco dopo il Warlock è visto volare via per andare a recuperare la seconda parte del libro. Kassandra si sente male ed invecchia di altri 20 anni, arrivando così all'età di 60 anni.
Il giorno seguente mentre il Warlock riesce a trovare la seconda parte del libro, un anziano Mennonita notati i segni della stregoneria, disegna un segno esagonale sul suo fienile. Notato il segno, Redferne e Kassandra si recano a parlare con l'uomo. Nella soffitta della sua dimora Redferne trova una pagina del Grimorio e capisce quello che il Warlock sta cercando di fare. Poco dopo giungerà Warlock, il quale intraprende una dura lotta con Redferne. L'uomo tenta di intrappolare il Warlock senza però riuscirci, ma Kassandra riuscirà a recuperare il suo braccialetto spezzando la maledizione e ritornando giovane.
Kassandra e Redferne si recano poi a Boston per recarsi nella chiesa che possedeva il Grimorio. Dal pastore apprendono che l'antico libro era stato diviso in tre parti e che furono tutte nascoste in tre luoghi diversi: una parte fu nascosta all'interno della cavità di un tavolo (il tavolo presente in casa di Chas e Kassandra), un'altra in un armadio di proprietà di un vicario (che era nella soffitta del mennonita) e la terza parte è stata sepolta in un cimitero di Boston. Kassandra e Redferne si recano quindi al cimitero certi che non potranno essere minacciati dal Warlock perché in un luogo consacrato. Tornato a casa il pastore trova la moglie incinta sotto la minaccia del Warlock ed è costretto a rivelargli il luogo dove sono andati Redferne e Kassandra.
Nel cimitero, Kassandra e Redferne cercano un segno esagonale indicante il luogo dove è stata sepolta la terza parte del libro. Kassandra lo trova nella tomba di Redferne. Dopo aver recuperato le ultime pagine del libro, essi apprendono da un cartello che il cimitero sta per essere trasferito e quindi si rendono conto che quel luogo non è più consacrato. Giunge infatti il Warlock reclamando le pagine del Grimorio. Redferne prende alcune pagine ed inizia a scappare, ma è catturato dal Warlock, il quale tortura Kassandra per costringere Redferne a consegnargli le pagine. Prima che Warlock riesca a ricomporre il libro, Redferne intraprende una furiosa lotta contro di lui nel corso della quale gli spinge la testa contro un terreno consacrato provocandogli così grande dolore. Tuttavia Warlock risponde incendiando la bocca di Redferne e poi getta Kassandra nel fiume. Il Warlock poi ricompone il Grimorio e il nome è rivelato (Rokisha o Roaisha). Ma prima che egli possa pronunciarlo al contrario, Kassandra inietta nel suo corpo acqua salata, uccidendolo all'istante.
Redferne fa quindi ritorno al suo tempo mentre Kassandra è mostrata seppellire il libro a Salt Lake Flats, nella speranza che nessun altro Warlock sarà in grado di recuperarlo.

## Distribuzione
Completato nel 1988, Warlock negli Stati Uniti finì nel dimenticatoio a causa di alcuni problemi finanziari della New World Pictures. Il film venne infine distribuito dalla Trimark Pictures nel gennaio 1991.  Il film si rivelò un modesto successo per la Trimark, incassando 9094451 $ e diventando il più grande successo della compagnia dai tempi di La baia di Eva.

## Sequels
Nel 1993 è stato realizzato un sequel nominale del film, intitolato Warlock - L'angelo dell'apocalisse e sempre interpretato da Julian Sands.
Nel 1999 è stato realizzato un altro seguito intitolato Warlock III - La fine dell'innocenza.

## Videogioco e fumetti
Nel 1995 l'Acclaim Entertainment ha realizzato un videogioco ispirato al secondo film della serie per il Super NES e il Sega Genesis. Nel 2009 la Bluewater Productions ha iniziato la pubblicazione di una serie di fumetti ispirati a Warlock.